# Jungfrubur
Jungfrubur kallas i medeltidsskrifter de ogifta kvinnornas boningsrum, beläget i husets framskjutande 
övervåning och är därför också benämnt som höga lofts bur eller högan loft. I en medeltida ballad som skildrar slaget vid Lena heter det till exempel:
| ” | Fruarna sitta i högan loft de vänta sina herrar att komma Hästarna kommo blodiga fram och sadlarna voro tomma | „ |

Under 1500-talet blev jungfrubur även en term för ett fängelse för kvinnor.
I Bellmans visor besjungs Ahlströms jungfrubur som en bordell, och ordet har därför kommit att associeras med bordeller. I praktiken blev "jungfrubur" under 1700-talet helt enkelt ett öknamn för att hus där det misstänktes förekomma otukt eller bo kvinnor som ägnade sig åt otukt, inte på bordeller i faktisk mening, någonting som inte existerade i Stockholm under 1700-talet.